# アデレード (軽巡洋艦)
| 竣工時の「アデレード」 | |
| 艦歴                   | |
| 発注                   | コッカトー島造船所 |
| 起工                   | 1915年11月20日 |
| 進水                   | 1918年7月27日 |
| 就役                   | 1922年8月5日 |
| 退役                   | 1946年5月13日 |
| その後                 | 1949年2月スクラップとして売却 |
| 除籍                   | 1945年5月 |
| クラス名               | バーミンガム級 |
| 愛称                   | Long Delayed |
| 性能諸元               | |
| 排水量                 | 常備：5,560トン 満載：6,160トン |
| 全長                   | 141.0 m |
| 全幅                   | 15.2 m |
| 吃水                   | 5.7 m |
| 機関                   | ヤーロー式重油・石炭混焼水管缶12基 +パーソンズ式直結タービン（高速・低速）2組2軸推進                                                           |
| 最大出力               | 25,500hp |
| 最大速力               | 25.5ノット |
| 航続性能               | |
| 燃料                   | 竣工時 石炭：860トン 重油：550トン 1940年 重油：1,420トン                                                                                      |
| 乗員                   | 470名 |
| 兵装（竣工時）         | アームストロング 15.2cm（45口径）単装速射砲9基 7.6cm（50口径）単装速射砲1基 4.7cm（50口径）単装速射砲4基 53.3cm水中魚雷発射管2門 爆雷投射機2基 |
| 兵装（1940年）         | アームストロング 15.2cm（45口径）単装速射砲8基 10.2cm（45口径）単装速射砲3基 4.7cm（50口径）単装速射砲4基                                      |
| 兵装（1943年）         | アームストロング 15.2cm（45口径）単装速射砲7基 10.2cm（45口径）単装速射砲2基 4.7cm（50口径）単装速射砲4基 エリコン 2cm（76口径単装機銃6基      |
| 装甲                   | 舷側：25～51～76mm（水線部） 甲板：10mm（平坦部）、38mm（傾斜部） 主砲防盾：102mm（最厚部） 司令塔：102mm（最厚部）                            |

アデレード (HMAS Adelaide) は、オーストラリア海軍の軽巡洋艦。バーミンガム級。艦名はサウスオーストラリアの首都アデレードに因む。

## 概要
オーストラリア海軍のタウン級軽巡洋艦のうち「メルボルン」、「シドニー」、「ブリスベン」は第三グループのチャタム級に分類されるが、「アデレード」のみ第四グループで設計が新しかった。同じバーミンガム級の中でも本艦は試験的に僚艦と異なる設計がなされ、建造もオーストラリアのコッカトー島にある造船所で行われていた。このため、第一次世界大戦の勃発により工事が遅れて就役は1922年にずれ込んでしまった。

## 艦形

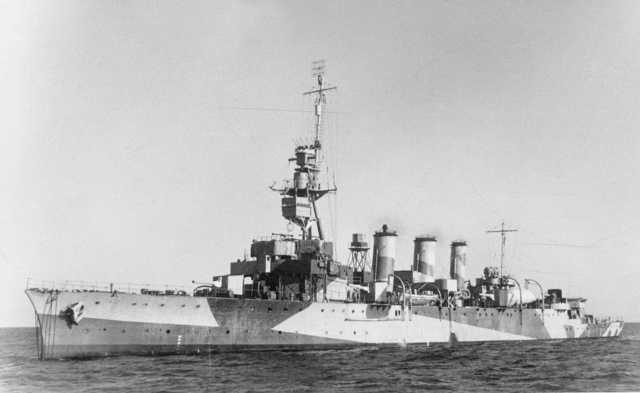
近代化後の「アデレード」。煙突が1本減って艦橋が大型化した。

本級の船体は前級に引き続き長船首楼型船体を採用していた。艦首は前方に傾斜したクリッパー型の艦首から中央部に主砲の「Mk I 1915年型 15.2cm（50口径）速射砲」を防盾の付いた単装砲架で並列で2基、司令塔を基部とする艦橋を基部として頂上部に見張り所を持つ三脚式の前部マストが立つ。等間隔に並ぶ4本の煙突の舷側は艦載艇置き場となっており、艦載艇は2本1組のボート・ダビットが片舷3組で計6組により運用された。左右の舷側甲板上に15.2cm速射砲が防盾の付いた単装砲架で片舷3基ずつ配置されていた。甲板一段分下がった箇所で後部マストと見張り所が立ち、船首楼の末端部に7.6cm速射砲型後ろ向きに1基配置。後部甲板上に15.2cm主砲が後ろ向きに1基が配置された。

## 兵装

### 主砲
主砲は前級に引き続き「Mk XII 1913年型 15.2cm（45口径）速射砲」を採用した。その性能は重量45.36kgの砲弾を仰角15度で12,344mまで届かせられるこの砲を単装砲架で9基を搭載した。砲架の俯仰能力は仰角15度・俯角7度で旋回角度は240度の旋回角度を持っていたが実際は上部構造物により射界の制限を受けた。砲の旋回、砲身の上下・砲弾の装填の動力は人力を必要とした。発射速度は毎分5～7発である。

### 備砲、魚雷兵装
他に対水雷艇用に「Mk I 1910年型 7.6cm（45口径）速射砲」を引き続き採用している。5.67kgの砲弾を仰角45度で9,970mまで到達できたこの砲を単装砲架で1基搭載した。砲架は左右方向に180度旋回でき、俯仰は仰角90度、俯角10度で発射速度は毎分12～14発だった。
他に近接火器として「ヴィッカース 1900年型 Mk I 4.7cm（50口径）速射砲」を採用している。1.5kgの砲弾を仰角12度で5,120mまで到達できた。単装砲架は360度の旋回角度を持っていたが実際は上部構造物により射界の制限を受けた。俯仰は仰角30度・俯角5度で発射速度は毎分25発だった。これを単装砲架で4基を搭載した。他に主砲では手に負えない相手への対抗として53,3cm魚雷発射管を単装2基ずつ装備した。

### 近代化改装
1938年から1939年にかけて近代化改装を受けた際に、15.2cm速射砲1基と7.6cm速射砲1基を撤去し、代わりに対空火器として10.2cm単装高角砲3基をついかした。更に1942年にエリコン 2cm単装機銃6基と271型レーダー1基を搭載した。1943年3月に15.2cm速射砲1基を撤去し、285型レーダーと10.2cm単装高角砲1基と爆雷投射機4基を追加した。

## 機関
本艦のボイラーはヤーロー式重油専焼水管缶12基だが、タービンはパーソンズ式直結タービンのうち高速タービンと低速タービンで1組として2組2軸で最大出力25,500馬力で速力25.5ノットを発揮した。機関配置は第一次大戦前の「装甲巡洋艦」と同じく機関区前部にボイラー室、後部に機関室を置く旧時代的な配置を採っていた。
1938年から1939年にかけて近代化改装を受けた際に、老朽化したボイラー10基を新型の重油専焼水管缶8基に換装した。この時にボイラー2基を撤去してボイラー数が減少したために艦橋に近い最前部の煙突も撤去され、3本煙突となった。出力は23,500馬力で速力24.3ノットに低下した。

## 艦歴

### 第一次世界大戦

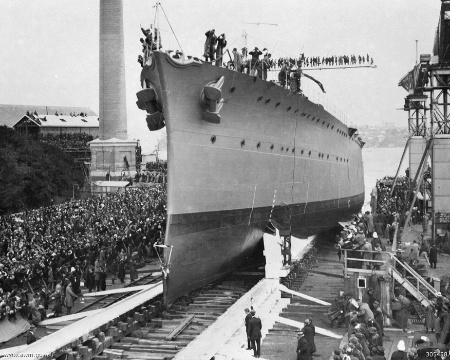
「アデレート」の進水式

「アデレード」は1915年11月20日にコッカトー島のオーストラリア海軍造船所で起工し、1918年7月27日にヘレン・マンロー＝ファーガソン（ロナルド・マンロー＝ファーガソンオーストラリア総督の夫人）によって進水した。艤装と竣工は重要機械部分が敵の攻撃によって損傷したため遅れ、それによって Long Delayed の愛称で呼ばれるようになった。「アデレード」は1922年7月31日に竣工し、1922年8月5日に就役した。
「アデレード」は1939年5月17日に退役し予備役となる。「アデレード」の乗員は軽巡洋艦「パース」に乗り組むための訓練をイギリスで行う。1939年9月1日に第二次世界大戦が勃発すると、「アデレード」は直ちに再就役した。

### 第二次世界大戦
1940年にアデレードはニューカレドニアに派遣され、ヴィシー政権の支配に介入する。
通報艦ブーゲンヴィル級「デュモン・デュルヴィル (Dumont-d'Urville) 」がヴィシー政権によってパペーテからニューカレドニアに派遣された。
「アデレード」艦長H・A・シャワーズ大佐はヌーメアから海軍委員会に9月21日に打電した。「デュモン・デュルヴィルの存在と、サウトー総督を支援する上級将校は少なく、状況は不安定である」
「アデレード」は1942年5月31日に日本の小型潜航艇が攻撃を行った際、シドニー港に停泊していた連合軍艦艇の内の1隻であった。
1942年11月24日、「アデレード」はオランダ軽巡洋艦「ヤコブ・ファン・ヘームスケルク」と共に3隻の船からなるOW1船団を護衛してフリーマントルを出航。11月26日には掃海艇2隻とタンカー1隻が加わった。11月28日14時16分、商船のいるはずのない場所で「アデレード」は商船を発見。「アデレード」と「ヤコブ・ファン・ヘームスケルク」は調査に向かった。その船はドイツの封鎖突破船「Ramses」であった。「Ramses」はノルウェーの旗を掲げており、「Taiyang」の名で遭難信号を発信した。「アデレード」の航海長は相手を「Ramses」と識別した。15時33分に「Ramses」から2隻のボートが降ろされるのが見え、続いて15時43分に「Ramses」で爆発があり、煙が立ち上った。「アデレード」艦長Esdail大佐は、相手は仮装巡洋艦で煙幕を張り始めた、もしくは自沈用の爆薬を爆発させたものと推定し、15時44分に「アデレード」は砲撃を開始した。Esdailは後者の場合だったとしても、すぐに沈めて船団のもとに戻るため砲撃したとしている。「アデレード」は3斉射目で命中弾を与えた。また、「ヤコブ・ファン・ヘームスケルク」も砲撃を行った。「Ramses」は15時52分に沈没した。この戦闘による死者はなく、「アデレード」は88名と豚1頭、犬1匹を救助した。
「アデレード」は1946年5月13日に退役し、1949年1月24日にオーストラリアン・アイアン・アンド・スチール社に売却された。1949年4月2日に船体はニューサウスウェールズ州のポート・ケンブラに牽引され、解体処分された。

## 参考図書
- 「世界の艦船 増刊第46集　イギリス巡洋艦史」(海人社)
- 「世界の艦船 2010年1月増刊号 近代巡洋艦史」（海人社）